# Drosera paradoxa
Drosera paradoxa ist eine fleischfressende Pflanze aus der Familie der Sonnentaugewächse (Droseraceae). Sie kommt ausschließlich im tropischen Norden Australiens vor.

## Beschreibung
Bei Drosera paradoxa handelt es sich um ausdauernde, krautige Pflanzen mit feinfasrigen Wurzeln und mit bei zunehmendem Alter endständigen Rosetten auf verholzenden Stämmchen, die bis zu 30 Zentimeter hoch und 1,5 Millimeter dick werden können. Das Laub unterhalb der aktiven Rosette ist hinfällig und die Pflanze an den Blütenstielen, der Unterseite der Spreite, den Blütenstängeln und den Kelchblättern in verschiedener Dichte fein weiß behaart.
Die inneren jungen Blätter stehen aufrecht, die äußeren stehen horizontal zur Seite oder hängen herab, die Blattstiele sind linealisch, zur Blütezeit 20 bis 35 Millimeter lang, 0,4 bis 0,6 Millimeter breit am Ansatz, 0,2 bis 0,4 Millimeter breit in der Mitte und am Ansatz der Spreite auf 0,1 bis 0,15 Millimeter Breite verjüngt, spärlich behaart. Die annähernd runden Blattspreiten sind 2 bis 3 Millimeter lang, 2,5 bis 3 Millimeter breit, ihre Oberseite ist am Rand mit etwas längeren, mittig kürzeren Fangtentakeln, ihre Unterseite dicht mit langen, wolligen, weißen Haaren besetzt.
Die ein bis fünf rostfarbenen und dicht behaarten Blütenstandsachsen entspringen aus oder unterhalb der Rosette, sind 20 bis 40 Zentimeter lang und tragen in einer Traube 50 bis 70 oder mehr Blüten. Die Blütenstiele sind 0,5 bis 1,5 Millimeter lang und hängen zur Reife herab. Die Kelchblätter sind elliptisch, länglich rund oder umgekehrt lanzettlich, 2 bis 3,5 Millimeter lang und 0,8 bis 1 Millimeter breit. Die Kronblätter sind pink oder weiß, mit oder ohne rotes Saftmal oder kirschrot, umgekehrt eiförmig und 4 bis 12 Millimeter lang sowie 2,7 bis 11 Millimeter breit.
Die Staubblätter sind 2 bis 3 Millimeter lang. Der Fruchtknoten ist umgekehrt eiförmig, 0,5 Millimeter lang, zur Blütezeit 0,7 Millimeter im Durchmesser und mit drei Fruchtblättern. Die drei Griffel sind inklusive Narben 1,1 Millimeter lang, am oberen Ende vielfach verzweigt, jede Verzweigung läuft aus in einer keulenförmigen Narbe.

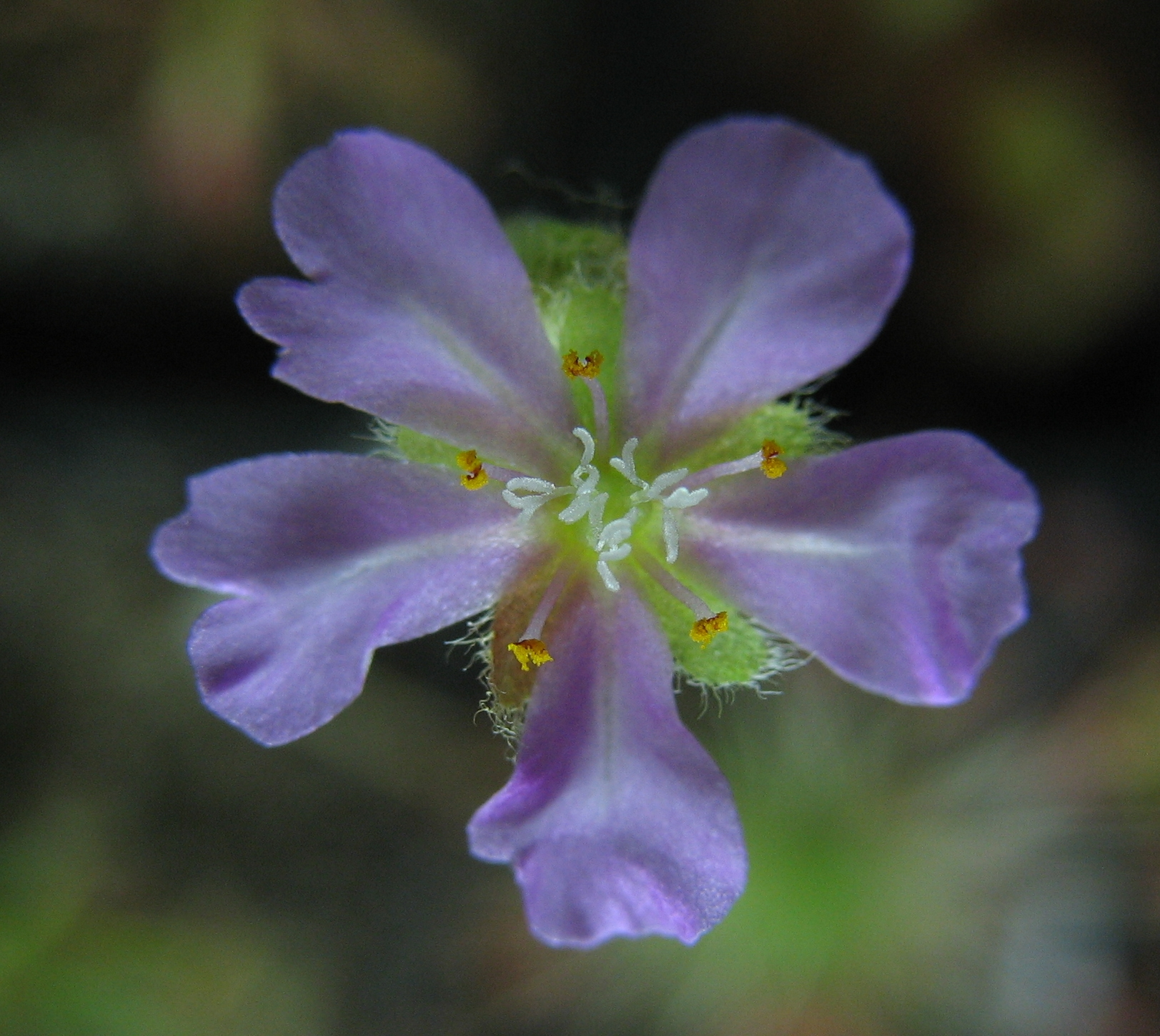
Blüte von Drosera paradoxa

Die Kapselfrucht ist umgekehrt eiförmig mit einem Durchmesser von 0,7 bis 0,8 Millimeter und enthält rund 15 schwarze, elliptische und mit netzartiger Oberfläche versehene Samen, die 0,3 bis 0,35 Millimeter lang und 0,2 Millimeter im Durchmesser sind.

## Verbreitung und Standort
Drosera paradoxa ist weitverbreitet im tropischen Norden Australiens von den Beverley Springs in Western Australia über die Kimberleys bis nach Arnhem Land und in den Kakadu National Park im Northern Territory. Dort wächst es auf sandigen Böden in und an saisonal trockenen Flussbetten, die während der Regenzeit beträchtliche Tiefen erreichen.

## Systematik
Die nächstverwandte Art ist Drosera petiolaris, die allerdings keine Stämmchen bildet und deutlich weniger Blüten aufweist. Das Artepitheton verweist auf die paradoxen Beobachtungen in der Anfangszeit der Erforschung, während der die unterschiedlichen Stadien der Pflanzen kein klares Bild ihres Lebenszyklus ergaben. Erstbeschrieben wurde sie 1997 durch Allen Lowrie. Die Art gehört zum so genannten „Petiolaris-Komplex“, der die Sektion Lasiocephala der Gattung bildet.